# Symphurus parvus
 Symphurus parvus és un peix teleosti de la família dels cinoglòssids i de l'ordre dels pleuronectiformes que viu a l'Atlàntic occidental (des de Carolina del Nord fins a la Península de Yucatán).